# Féternes
Féternes est une commune située dans le département de la Haute-Savoie, dans le Chablais français, en pays de Gavot. Sa population était de 1 355 habitants en 2011.

## Géographie

### Localisation
Féternes se situe dans le nord de la Haute-Savoie, en région Auvergne-Rhône-Alpes. Ses habitants sont appelés les Feterniants et les Feterniantes.
Située à moins de 10 km du lac Léman, la commune est proche des villes de Thonon-les-Bains et d'Évian-les-Bains.
| Marin | Champanges, Larringes |           |
| Armoy | Féternes              | Vinzier   |
| Lyaud | Reyvroz               | La Vernaz |

### Géologie et relief
L'altitude de Féternes s'étend de 418 m à 893 m.

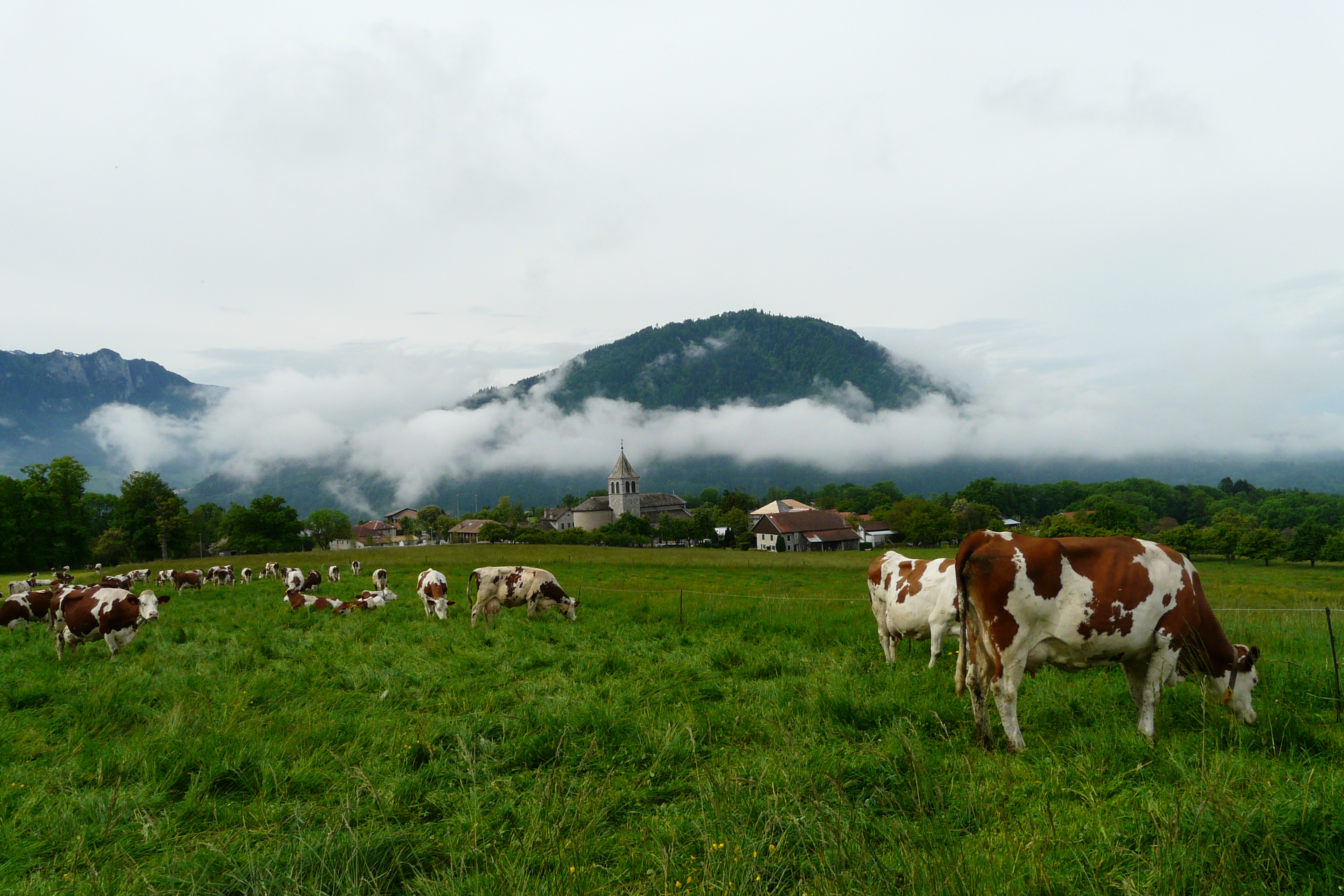
Vue du village.

La commune est située sur une moraine.

### Voies de communication et transports

#### Voies routières
Féternes est accessible par la départemetale D 902 en direction de Morzine-Avoriaz, puis la départementale D 21 en direction de Féternes, Bernex et Vinzier.

#### Transports ferroviaires
Les gares SNCF les plus proches sont celle de Thonon-les-Bains située à 15 kilomètres et celle d'Évian-les-Bains située à 17 kilomètres.

#### Transports en commun
Féternes est desservie par la ligne de bus 123 des transports en commun d'Évian-les-Bains (ÉVA'D) reliant Thonon à Féternes.

## Urbanisme

### Typologie
Au 1er janvier 2024, Féternes est catégorisée commune rurale à habitat dispersé, selon la nouvelle grille communale de densité à sept niveaux définie par l'Insee en 2022.
Elle est située hors unité urbaine. Par ailleurs la commune fait partie de l'aire d'attraction de Thonon-les-Bains, dont elle est une commune de la couronne,. Cette aire, qui regroupe 18 communes, est catégorisée dans les aires de 50 000 à moins de 200 000 habitants,.

### Occupation des sols
L'occupation des sols de la commune, telle qu'elle ressort de la base de données européenne d’occupation biophysique des sols Corine Land Cover (CLC), est marquée par l'importance des territoires agricoles (55,3 % en 2018), une proportion sensiblement équivalente à celle de 1990 (55,6 %). La répartition détaillée en 2018 est la suivante : 
prairies (47,7 %), forêts (39,4 %), zones urbanisées (5,3 %), zones agricoles hétérogènes (5,1 %), terres arables (2,5 %).
L'IGN met par ailleurs à disposition un outil en ligne permettant de comparer l’évolution dans le temps de l’occupation des sols de la commune (ou de territoires à des échelles différentes). Plusieurs époques sont accessibles sous forme de cartes ou photos aériennes : la carte de Cassini (XVIIIe siècle), la carte d'état-major (1820-1866) et la période actuelle (1950 à aujourd'hui).

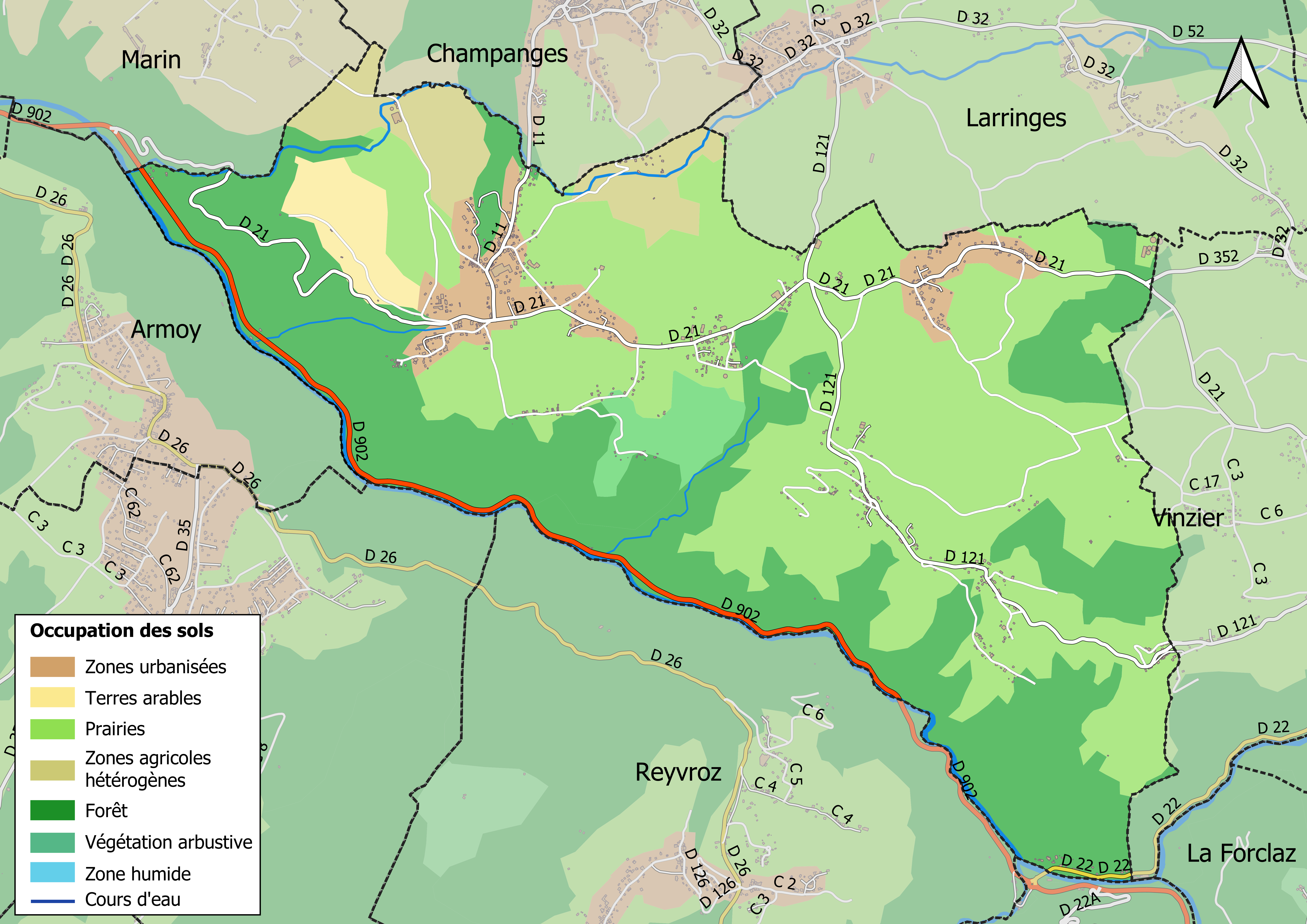
Carte des infrastructures et de l'occupation des sols en 2018 (CLC) de la commune.
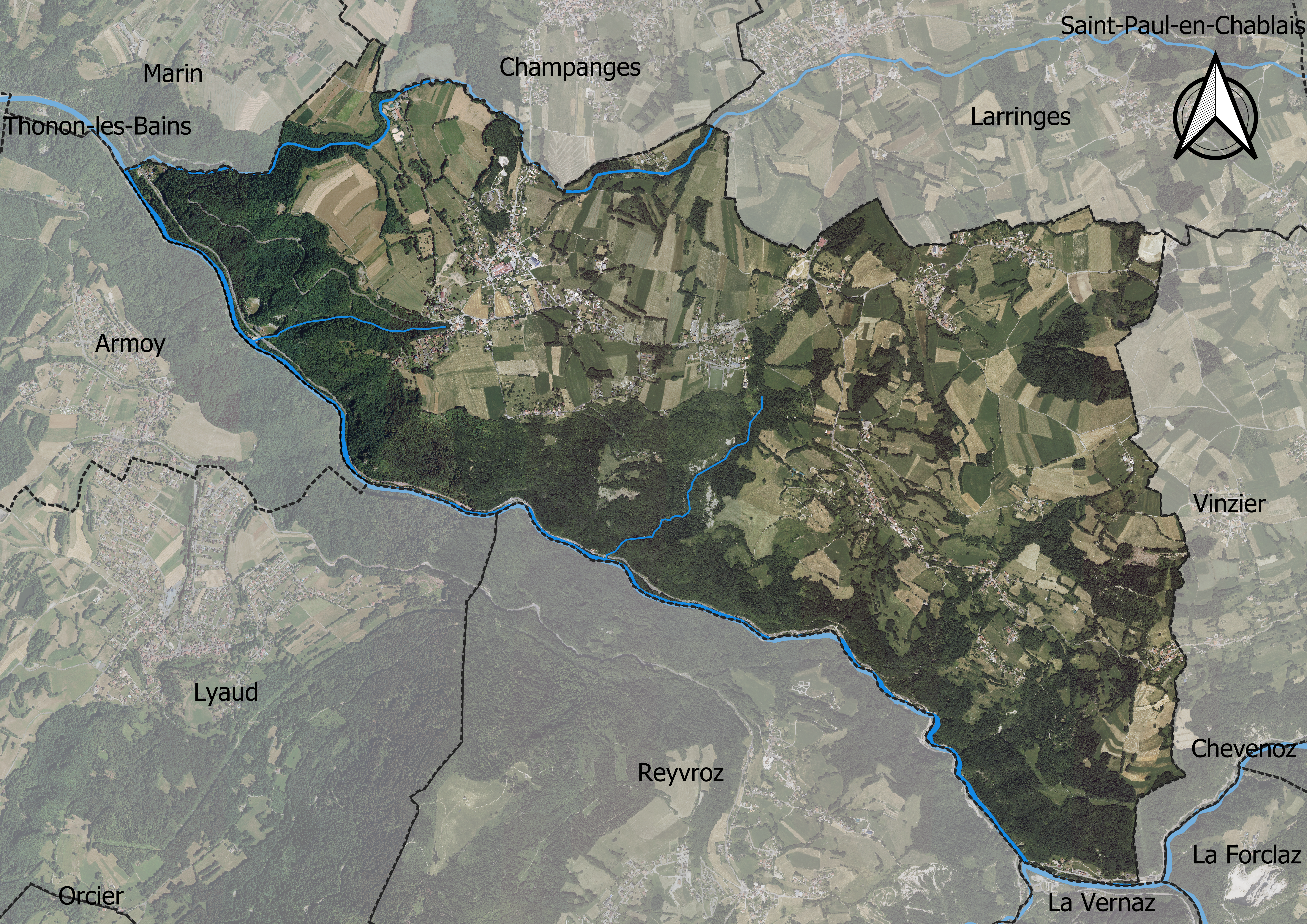
Carte orthophotogrammétrique de la commune.

## Toponymie
- Du germanique fester / festeren ou fasta « lieu fortifié ».
- Fisterna (1322), Fisternu (1344), Fisterne (1392), Feterne (1793), Féterne (1801).

En francoprovençal, le nom de la commune s'écrit Fétérna (graphie de Conflans) ou Fètèrna (ORB).

## Histoire
Comme dans la plupart des communes du Chablais, la présence de pierres à cupules et de divers vestiges rappelle que le site est anciennement occupé, probablement vers la fin du néolithique.[réf. nécessaire]
Au début du Moyen-Âge, l'abbaye d'Abondance exerce à Féternes une certaine influence : elle a en charge son église. L'évêque de Genève, ne pouvant trouver dans le clergé séculier suffisamment de curés pour desservir les paroisses, demande aux monastères d'en assumer la charge. C'est ainsi que l'abbaye envoye[Quand ?] un de ses chanoines confirmé par l'évêque à Féternes.[réf. nécessaire]
Féternes est le centre d'une châtellenie correspondant de manière anachronique à l'actuelle communauté de communes du pays d'Évian. Un châtelain est mentionné pour la première fois en 1203, à l'occasion d'une décision en faveur de l'abbé d'Abondance. Au début du XIVe siècle, le pouvoir se déplace à Évian.
Au Xe siècle, une famille seigneuriale éponyme est mentionnée. Le château est mentionné dans les textes pour la première fois au XIIe siècle sous le terme de castellum. Guy de Féternes, seigneur des lieux au tout début du XIIe siècle, se réserve l'avouerie et un droit de chasse exclusif. 
Au début du XIIIe siècle, le château passe aux comtes de Savoie qui le tiennent en fief des évêques de Genève. Thomas Ier, comte de Savoie, installe un châtelain, Pierre de Compey, afin de contrôler les territoires s'étendant entre la Dranse et la Morge. C'est probablement à cette période que Féternes joue son rôle le plus important. Le châtelain compte parmi ses fiefs celui d'Evian. Délaissant Féternes, le comte fait du petit bourg d'Evian sa résidence principale. Le second comte de Savoie à s'installer dans la châtellenie d'Evian-Féternes est Pierre II.
En 1306, Amédée V de Savoie, possesseur du château et de la seigneurie, obtient de l'évêque de Genève le droit d'établir un marché le dimanche dans son castrum de Féternes, alors bourg fortifié. Le château comtal dit « Châteauvieux » se distingue d'un autre château dit « de Compey-Lucinge », qui défendait l'entrée orientale du bourg fortifié. Le châteaux comtal date de l'époque romane. La place fortifiée est dominée par un donjon. Il ne reste de l'édifice que quelques pierres éparses et un mur, encore debout. Il se trouve à Châteauvieux, de même que son compère édifié à 250 mètres au sud-ouest de ce dernier. La maison forte de Compey-Lucinge appartient à la famille de Compey, héritier des Féterne. En ruine, seules, les armoiries Léonines de Compey-Lucinge sont encore visibles.
L'actuelle chapelle de Châteauvieux correspond à l'église paroissiale Notre-Dame. Elle dépendait de l'abbaye d'Abondance. Il ne subsiste probablement aujourd'hui que le chœur de l'ancien lieu de culte. Ce n'est qu'en 1855 qu'est construite l'église du Chef-Lieu. Le clocher de cette dernière est refait en 1991.[réf. nécessaire]

## Politique et administration

### Situation administrative
La commune de Féternes appartient au canton d'Évian-les-Bains, qui compte selon le redécoupage cantonal de 2014 33 communes.
La commune est membre de la communauté de communes Pays d'Évian Vallée d'Abondance.
Féternes relève de l'arrondissement de Thonon-les-Bains et de la cinquième circonscription de la Haute-Savoie, dont le député est Marc Francina (UMP) depuis les élections de 2012.

### Liste des maires
Liste de l'ensemble des maires qui se sont succédé à la mairie de Féternes :
| Période | Période  | Identité               | Étiquette | Qualité |
| ------- | -------- | ---------------------- | --------- | ------- |
| ...     | ...      | ...                    |           | ...     |
| 1995    | 2008     | Jean-Philippe Bened    | ...       | ...     |
| 2008    | 2014     | Pierre-François Ducret | ...       | ...     |
| 2014    | 2016     | Alain Cappai           | ...       | ...     |
| 2016    | 2020     | Patricia Vanderbrecht  | ...       | ...     |
| 2020    | En cours | Maxime Julliard        | ...       | ...     |

## Démographie
L'évolution du nombre d'habitants est connue à travers les recensements de la population effectués dans la commune depuis 1793. Pour les communes de moins de 10 000 habitants, une enquête de recensement portant sur toute la population est réalisée tous les cinq ans, les populations de référence des années intermédiaires étant quant à elles estimées par interpolation ou extrapolation. Pour la commune, le premier recensement exhaustif entrant dans le cadre du nouveau dispositif a été réalisé en 2007.

En 2022, la commune comptait 1 520 habitants, en évolution de +8,11 % par rapport à 2016 (Haute-Savoie : +6,01 %, France hors Mayotte : +2,11 %).
| 1793 | 1800 | 1806 | 1822  | 1838  | 1848  | 1858  | 1861  | 1866  |
| ---- | ---- | ---- | ----- | ----- | ----- | ----- | ----- | ----- |
| 758  | 825  | 834  | 1 040 | 1 256 | 1 293 | 1 350 | 1 364 | 1 372 |

| 1872  | 1876  | 1881  | 1886  | 1891  | 1896  | 1901  | 1906  | 1911  |
| ----- | ----- | ----- | ----- | ----- | ----- | ----- | ----- | ----- |
| 1 405 | 1 460 | 1 516 | 1 547 | 1 447 | 1 443 | 1 412 | 1 292 | 1 293 |

| 1921 | 1926  | 1931  | 1936 | 1946 | 1954 | 1962 | 1968 | 1975 |
| ---- | ----- | ----- | ---- | ---- | ---- | ---- | ---- | ---- |
| 986  | 1 057 | 1 030 | 906  | 831  | 861  | 832  | 861  | 842  |

| 1982 | 1990  | 1999  | 2006  | 2007  | 2012  | 2017  | 2022  | - |
| ---- | ----- | ----- | ----- | ----- | ----- | ----- | ----- | - |
| 825  | 1 064 | 1 151 | 1 274 | 1 291 | 1 380 | 1 418 | 1 520 | - |

## Lieux touristiques et patrimoine

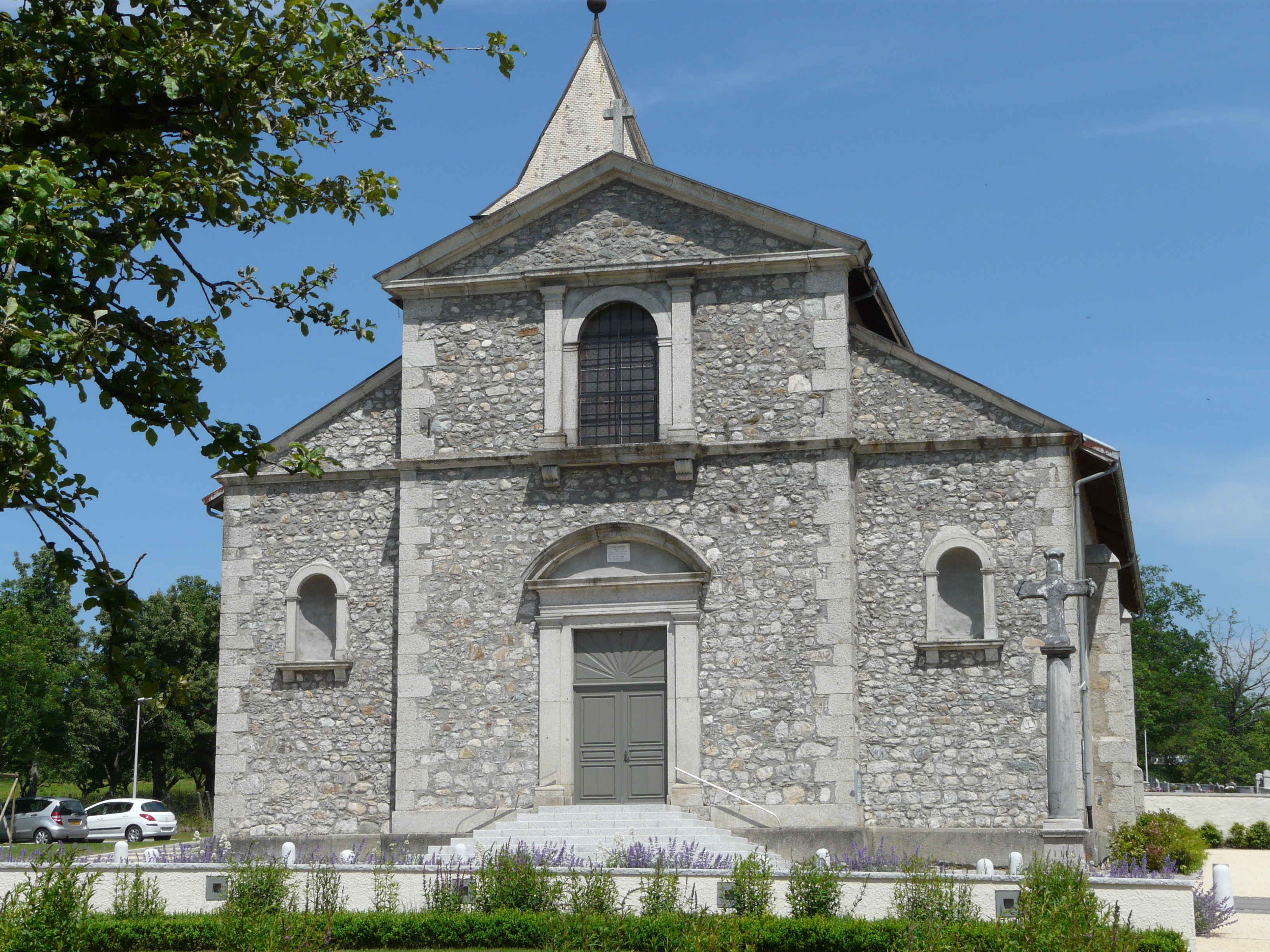
L'église.

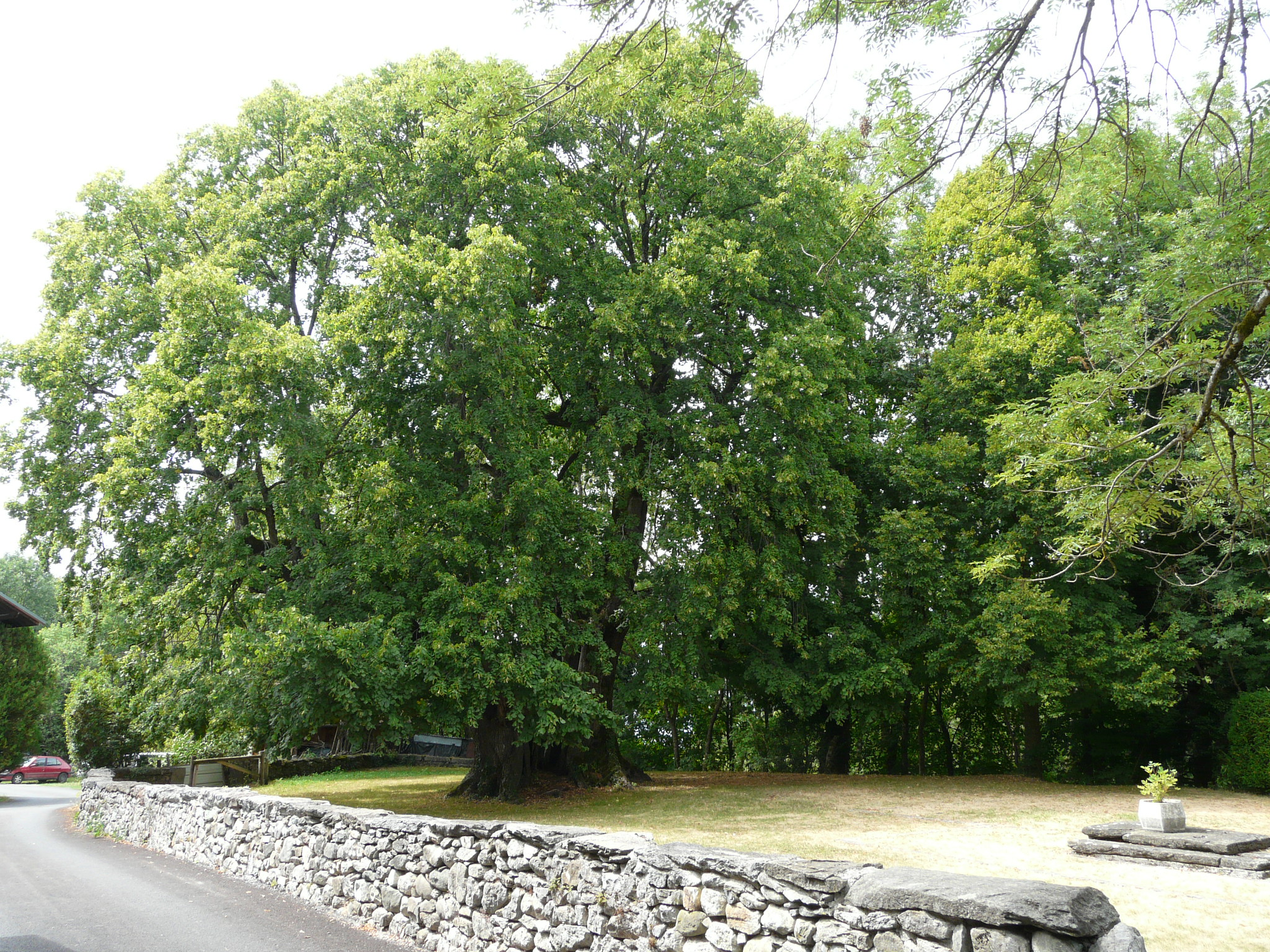
Le tilleul de Château-Vieux.

### Monuments et petits patrimoines
- La pierre à cupules.
- Château de Féternes, siège d'une châtellenie
- Maison forte de Compey-Lucinge, située à Château-Vieux.
- Moulin de la Gerbaz.

### Patrimoine religieux
- Église Notre-Dame-de-l'Assomption de Féternes.
- Chapelle de Châteauvieux.
- Champeillant : chapelle et point de vue (avec table d'orientation) sur les chaînes de montagne, dont le mont Blanc, et le lac Léman.
- Chapelles de la Plantaz et de chez Portay.

### Patrimoine environnemental
- Le tilleul de la chapelle de Château-vieux : situé sur la place de la chapelle, dans l’ancien cimetière, cet arbre datant d'Henri IV est classé arbre remarquable. Sa circonférence dépasse les 10 mètres et sa taille les 20 mètres[18].
- Vignoble ayant obtenu une A.O.C « Vin de Savoie » en 1963.

### Héraldique
| Armes de Féternes | Les armes de Féternes se blasonnent ainsi : d'argent au lion de sable tenant une coupe d'or.. |

### Personnalités liées à la commune
- Famille de Féterne, seigneurs du lieu.
- François, Louis, Michel dit Frank Boujard (1903-1944), polyglotte, garçon de restaurant dans la marine marchande ; communiste ; chargé de mission de l'Internationale syndicale rouge ; résistant FTPF, abattu par la Milice le 9 mars 1944 à Thonon-les-Bains[20].
- Victor Martin (1912-1989), sociologue et résistant belge qui rapporta en 1943 des observations directes sur le camp d'Auschwitz. Il vécut sa retraite à Féternes.